# Girolamo Bartei
Girolamo Bartei, né vers 1570 et mort vers 1618, est un compositeur italien de musique sacrée.

## Biographie
Au début du XVIIe siècle, il est supérieur général de l'ordre des Augustins à Rome.

## Œuvre
D'après deux passages assez obscurs des Memorie de Giuseppe Baini, il aurait publié à Rome, en 1618, quelques messes à huit voix, quelques ricercare à deux voix et deux livres de concerto à deux voix.
Le musicographe belge François-Joseph Fétis mentionne également quelques Responsorias à quatre voix égales, imprimées à Venise en 1607.